# SOBR

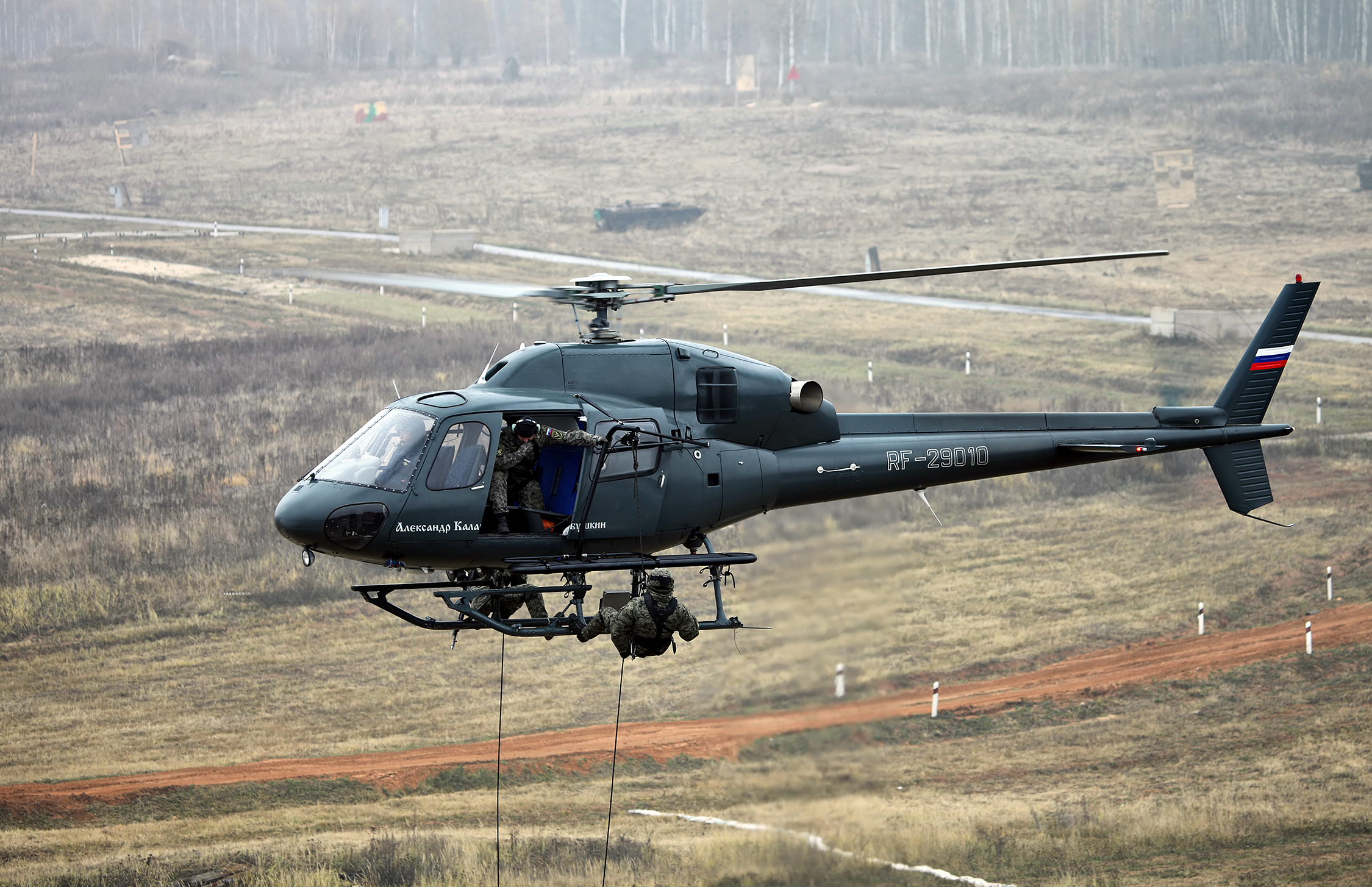
Exercice SOBR avec un hélicoptère AS355 N Ecureuil 2.

Le SOBR (en russe : Специальные отряды быстрого реагирования, spetsialnye otriady bystrogo reaguirovania, force d'intervention spéciale rapide ; en abrégé : СОБР) est une unité spéciale de la Garde nationale russe. Les unités du ministère de l'Intérieur OMON et SOBR ont été intégrées à la Garde nationale créée en 2016.

## Mission et organisation
La mission principale du SOBR est de soutenir les forces de police dans la lutte contre certaines formes de criminalité telles que la drogue et la criminalité économique, le soutien dans les opérations dangereuses telles que les prises d'otages, les tueurs et les arrestations de criminels violents, ainsi que la protection des témoins et des victimes menacées, des juges et des procureurs. Le SOBR est également responsable de la protection personnelle du président et du premier ministre.
L'unité comprend diverses divisions spécialisées telles que des tireurs d'élite, des plongeurs, des ingénieurs et d'autres spécialistes.
Des unités SOBR existent dans toutes les régions de la fédération de Russie, notamment :
- Oblast de Kaliningrad : SOBR « Viking »"
- Oblast de Novgorod : SOBR « Rubis »
- Oblast de Moscou : SOBR « Bulat » (aussi appelée « Acier damassé »)
- Saint-Pétersbourg : SOBR « Granit »
- Tchétchénie : SOBR « Terek »
- Crimée : SOBR « Khalzan »

L'unité est engagée lors de l'invasion de l'Ukraine par la Russie en 2022.

## Allégations de torture et d'exécutions
L'Union européenne accuse l'unité tchétchène SOBR Terek  de torture et d'exécutions.